# シカゴ・ブルズ
シカゴ・ブルズ (Chicago Bulls) は、アメリカ合衆国イリノイ州シカゴ市に本拠を置く全米プロバスケットボール協会 (NBA) のチーム。イースタン・カンファレンス、セントラル・ディビジョン所属。

## 概要
バスケットボールの神様：マイケル・ジョーダンがドラフト指名され長年所属していたことで知られる。1991・1992・1993の3連覇1996・1997・1998の2連覇と8年間で6度優勝し2度のスリーピートを達成した。
しかしチームはこの6回以外に優勝したことはなく、1998年を最後に優勝から遠ざかっている。

## 歴史

### 初期
1946年設立のシカゴ・スタッグズは1950年に解散、1961年設立のシカゴ・パッカーズは、NFLのシカゴ・ベアーズの宿敵であるグリーンベイ・パッカーズと同じチーム愛称が不興を買い、1962年にシカゴ・ゼファーズと改称するも1963年にはボルチモアへ移転してしまうなど、米国第2の都市（当時）であるにもかかわらず、シカゴにはNBAのチームがなかなか根付かずにいた。
パッカー（ミートパッカー）は食肉加工業者といった意味だが、当時のシカゴにはユニオン・ストックヤードという広大な食肉加工場があり、インターナショナル・アンフィシアターというアリーナが隣接していた。シカゴ・パッカーズと同様にインターナショナル・アンフィシアターを当初のホームアリーナとし、1966年に設立された3番目のチームは、シカゴ・ブルズと命名された。なお、シカゴは北米屈指の金融センターでもあるが、金融用語でブル（Bull）には「強気」や「上昇」、ベア（Bear）には「弱気」や「下落」という意味がある。
初期のブルズは新興チームながらもプレイオフに進出する活躍を見せたが、勝率5割に届かない時期が続いた。最初の2シーズンの監督はレッド・カーだった。
1970年代のブルズはボブ・ラブ、ジェリー・スローンを擁するディビジョン屈指のチームだった。70年代末期からブルズは低迷の時期に入り、引退したジェリー・スローンを初め監督が何度か入れ替わり、レジー・セウスなどスター選手も活躍したが数年間プレイオフから遠ざかった。

### ジョーダンの時代

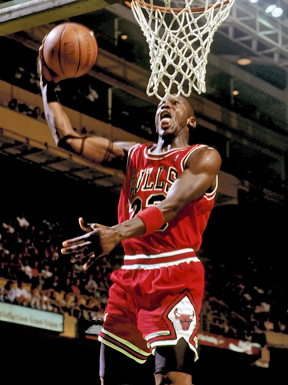
マイケル・ジョーダン

1984年にシカゴ・ブルズはドラフトで全体で3番目にマイケル・ジョーダンを選び、チームの運命を大きく変えることになる。それ以前はディフェンスを中心とした有力なチームではあったものの優勝には近づくことはなかった。平均30点以上を毎シーズン記録したジョーダンを擁していたが、チームとしての力に欠けており、1980年代に優勝をつかむことはなかった。しかし、1987年にはホーレス・グラントとスコッティ・ピッペンを揃え、1990年代のチームを支える選手が着々と揃っていった。トライアングル・オフェンスを採用することになるフィル・ジャクソンを1989年にコーチに迎えている。また、このシーズンよりプレイオフにおいて黒いシューズを着用するという伝統が始まる。これにあやかって、「黒いシューズ」は他チームも真似をするようになった。
1990年-1991年のシーズン、ブルズはマジック・ジョンソン率いるロサンゼルス・レイカーズを4勝1敗で下し、初のリーグ制覇を成し遂げる。翌シーズンは、クライド・ドレクスラー率いるポートランド・トレイルブレイザーズを4勝2敗で下し、1992-1993シーズンはチャールズ・バークレー率いるフェニックス・サンズを4勝2敗で下し、スリーピート（3連覇）を果たした。3シーズン連続でリーグ制覇を成し遂げたのは、1960年代のボストン・セルティックス以来であった。
しかし、父親をオフシーズン中に殺害されたジョーダンは引退し、スコッティ・ピッペンやクロアチア出身のルーキー、トニー・クーコッチに率いられたチームは、シーズン55勝の記録を残したものの、3勝4敗でニューヨーク・ニックスに敗れ、記録は途切れることになる。

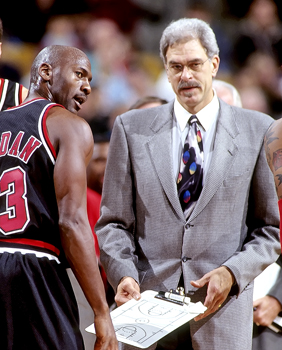
フィル・ジャクソンとマイケル・ジョーダン

1995年3月17日、マイケル・ジョーダンは引退してメジャーリーガーを目指していたが、チームに復帰する。しかしオーランド・マジックに敗れ、1994年-1995年のシーズンは優勝を逃す。その後、拡張ドラフトにより、B.J.アームストロングを失うもののトレードを通じて、デニス・ロッドマンがチームに加わり、ブルズは再びリーグ制覇に向かう。
1995-1996シーズン、72勝10敗でレギュラーシーズンを終えると、シアトル・スーパーソニックスを破り、4度目のリーグ制覇を成し遂げる。
1996-1997シーズンと1997-1998シーズンもジョン・ストックトンとカール・マローン率いるユタ・ジャズと対戦するが、いずれも制し再び3年連続でリーグを制覇する。このシリーズでは、試合終了間際にジョーダンからフリーのスティーブ・カーにパスがわたり決勝シュートが決まり優勝を決定づけたプレイがあるが、前回の3連覇の際のジョン・パクソンの3ポイントを多くの者に思い出させた。

### ジョーダン退団後低迷期
GMのジェリー・クラウスと現場との確執が根深かったチームは1998年に完全に解体されることになる。スコッティ・ピッペンがトレード、フィル・ジャクソンが契約切れで共にチームを去り、マイケル・ジョーダンもコーチと一緒に引退した。デニス・ロッドマンとスティーブ・カーは放出された。トニー・クーコッチとロン・ハーパーがチームを率いたもののロックアウトによって短くなったシーズンを13勝37敗で終える。
1999年、ドラフト1位指名権を獲得し、エルトン・ブランド、ロン・アーテストを指名、引き続きトライアングル・オフェンスを採用して戦うが、成績は低迷を続け、1999-2000年シーズン途中にクーコッチ、2001年にブランド、2002年にアーテストは放出され、タイソン・チャンドラー、エディ・カリーの二人の高卒選手を軸に再建を図ることになった。

### ジョン・パクソンGM時代
2003年の夏に、長年GMを務めてきたジェリー・クラウスが体調不良と長引くチームの不振の責任を取るため退くと、ジョン・パクソンが代わってGMに就任した。同年のドラフトでカーク・ハインリックを指名、2003-04シーズン途中に、スコット・スカイルズを監督に就任させ、体制を整える。
2004-2005シーズンは、開幕直後こそチーム最長タイとなる9連敗を喫したが、チームリーダーに成長したハインリック、ベン・ゴードン、ルオル・デン、アンドレ・ノシオーニ、クリス・デューホン、新人4人の目覚しい活躍もあり、後期3連覇最後の年以来初めて勝ち越し、プレーオフに進出した。プレーオフは、1回戦でワシントン・ウィザーズに敗れた。2005-2006シーズンは、インサイドの得点源であったカリーを放出した影響で、成績は前年を下回ったが2年連続でプレイオフに出場、チャンピオンのマイアミ・ヒート相手に善戦した。(次の年ではヒートに4-0で勝っている)。2006年6月に、デトロイト・ピストンズからFAとなったベン・ウォーレスと契約。また、チャンドラーと交換でP・J・ブラウンを獲得し、2006-2007シーズンは勝率を6割まで伸ばしたが、プレイオフで、積年のライバルであるピストンズに敗れた。
2007-2008シーズン、さらなる躍進が期待されたが、序盤チームは大きく出遅れ地区最下位に転落。スカイルズ監督は解任され、ジム・ボイランが暫定監督を務めた。

### ローズの時代

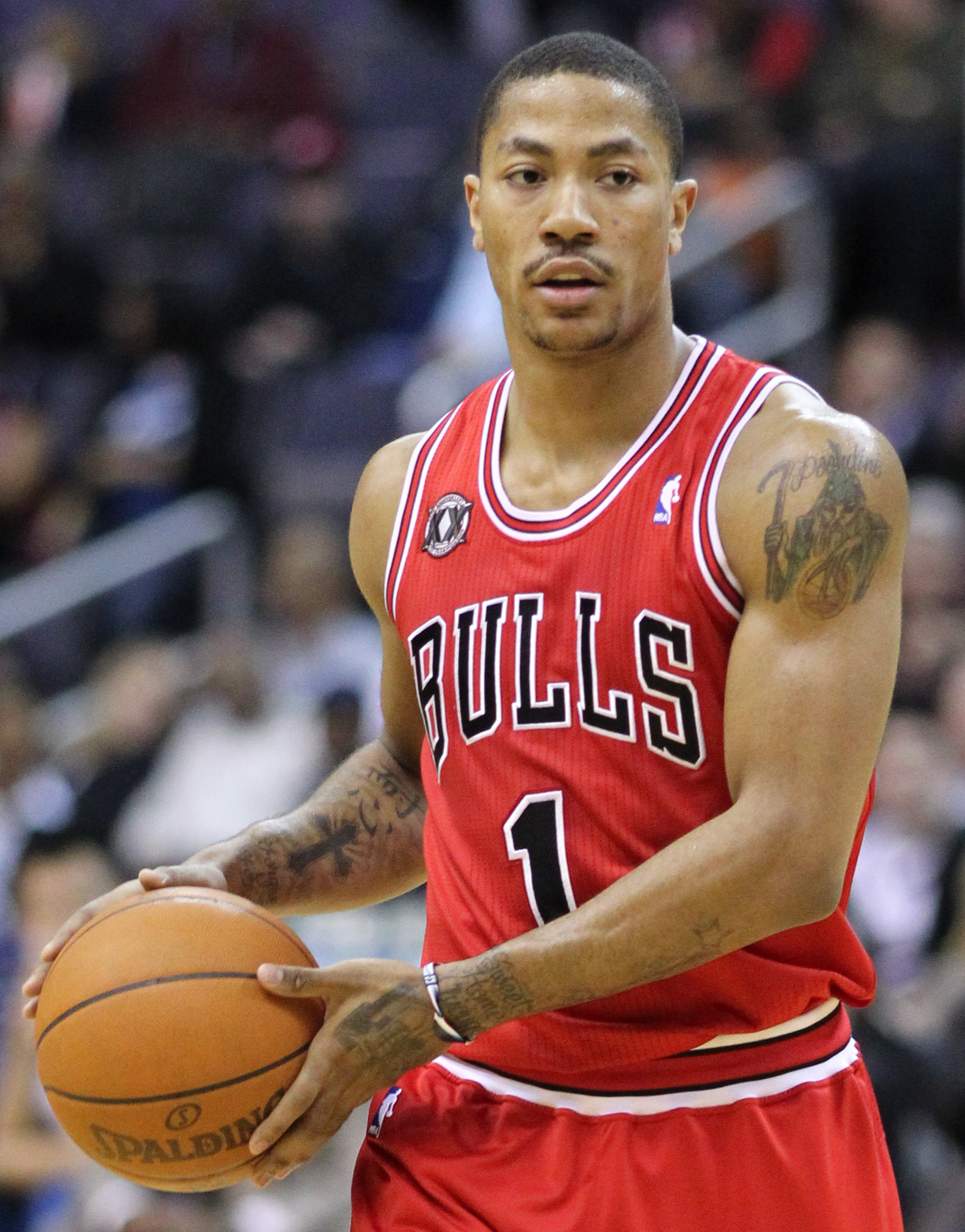
デリック・ローズ

2008年のNBAドラフトで1位指名権を得たブルズは、地元シカゴ出身でメンフィス大学のデリック・ローズを指名。2008-2009シーズンは、ローズが新人王に選出されチームは勝率五割を記録。プレーオフ一回戦では第二シードのボストン・セルティックスを追い込み3勝4敗で敗退したものの善戦は評価された。
2009-2010シーズン、オフシーズンに主力のゴードンが去ったが、ジョアキム・ノア、ローズが成績を上げ2年連続勝率五割となった。
2009-2010シーズン終了後、オフにカルロス・ブーザー獲得し戦力をアップさせた。
2010-2011シーズンはローズが史上7人目の25得点、4リバウンド、7アシスト以上を記録し、1997-1998シーズン以来となる62勝20敗でカンファレンス1位でプレーオフに進出したが、カンファレンスファイナルでマイアミ・ヒートに敗れファイナル進出はできなかった。
2011-12シーズンは、強固なディフェンスと組織力でチームは好調を維持。 短縮シーズンとなったこのシーズンもサンアントニオ・スパーズと同じ50勝16敗の成績で、前年に引き続きリーグ最高勝率を挙げた。 プレーオフ初戦でローズが右膝前十字靭帯断裂で離脱し、1stラウンドで敗退した。

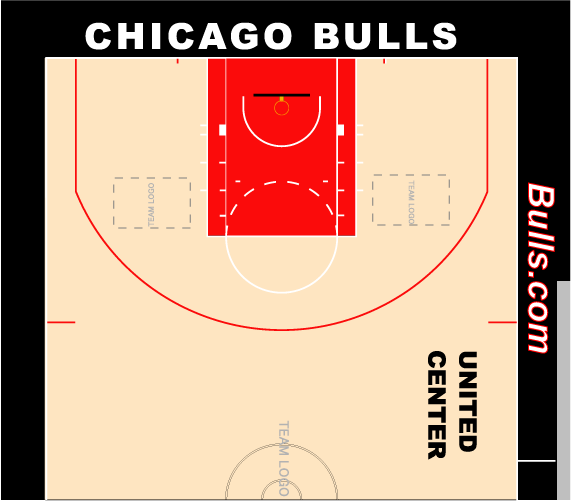
United Center coloring

2012-13シーズンは、ローズがシーズンを全休する中で、ディフェンスと組織力で乗り切り第5シードでプレーオフに進出し1stラウンドはブルックリン・ネッツを第7戦で下したが、続くヒートには1勝したのみで敗退した。
2013-14シーズンは、満を持してローズは復帰を果たしたが10試合に出場したのみで11月22日のポートランド・トレイルブレイザーズ戦で負傷し、翌日のMRI検査で右膝半月板損傷が確認され、11月25日に手術が行われ残りシーズン全休が発表された。
またしてもローズのいないシーズンが続き、ジョアキム・ノアが、最優秀守備選手に選ばれるなど、チーム力で乗り切り、48勝と昨シーズンより成績を伸ばしプレーオフに進出したが、1stラウンドで、強力ポイントガード、ジョン・ウォールがコントロールするワシントン・ウィザーズに敗れた。

### バトラーの時代
2014-15シーズンは、オフにロサンゼルス・レイカーズからFAになっていたパウ・ガソルと契約した。代わりにカルロス・ブーザーとの契約を解消したが、インサイドに高さと経験を加えた。デリック・ローズは故障癖に悩まされているが、ジミー・バトラーが飛躍的な成長を見せ、MIP候補にも挙がる活躍ぶりでチームを牽引。トニー・スネルや新加入のニコラ・ミロティッチなども力を付け、危なげのない戦いぶりで、5年連続でプレーオフ出場を決めた。1stラウンドはミルウォーキー・バックスを4勝2敗で退けたが、セミファイナルはレブロン・ジェームズが5年振りに復帰したクリーブランド・キャバリアーズに2勝4敗で屈し、トム・シボドーヘッドコーチは5月28日に解任。6月1日にフレッド・ホイバーグが新ヘッドコーチに就任した。
ホイバーグを新ヘッドコーチに迎えた2015-16シーズンは、開幕当初は好調だった。ところが2016年に入り、ジョアキム・ノアやジミー・バトラーなど主力に負傷者続出して以降状況が一変。勝率が5割前後までに低下。結局42勝40敗に終わり、ローズがブルズに入団して以降初のプレーオフ不出場に終わり、シーズン終了後にはローズをニューヨーク・ニックスに放出。一つの時代が終結した。
ローズをニューヨーク・ニックスに放出したのに続き、FA交渉が解禁した2016年7月に入ってからも、ジョアキム・ノア (ニックスへ) 、パウ・ガソル (サンアントニオ・スパーズへ) との再契約を見送るなど、ブルズはチーム再建の道を歩んでいくものと思われていた。ところが、ブルズは精力的な動きを見せた。3日にレイジョン・ロンドを獲得したのに続き、6日にはマイアミ・ヒートに3度の栄冠をもたらした、地元シカゴ出身のドウェイン・ウェイドの獲得を発表したのである。落胆していたはずのブルズファンが、希望に満ち溢れたことは言うまでもない。2016-17シーズンのブルズは、NBAチャンピオン経験を誇る強力ガードコンビを中心に挑むことになった。しかし、蓋を開けてみると、大量補強の効果は見られず、勝率5割前後の闘いに終始。ロンドとニコラ・ミロティッチはフレッド・ホイバーグHCと反目し、ウェイドはシーズン終了後に退団を仄めかすなど、プレーオフ出場こそ何とか決めたもの、1stラウンドでボストン・セルティックスに2勝4敗で屈し、期待外れのシーズンに終わった。

### 低迷期
その後チームは再建に舵を切り、チームの顔であったバトラーをミネソタ・ティンバーウルブズへ放出し、期待された程の成績を残せなかったロンドとウェイドも解雇した。(ロンドはニューオーリンズ・ペリカンズへ、ウェイドはクリーブランド・キャバリアーズへ移籍)主力を軒並み放出した2017-2018シーズンは27勝55敗と大きく低迷。2018年のオフにはドラフト7位を獲得すると、Cもウェンデル・カーター・ジュニアを指名。さらにFA戦線ではシカゴ出身のジャバリ・パーカーを獲得する。

## シーズンごとの成績
Note: 勝 = 勝利数, 敗 = 敗戦数, % = 勝率 
| シーズン       | 勝    | 敗    | %    | プレーオフ                                                                  | 結果                                                                                      |
| -------------- | ----- | ----- | ---- | --------------------------------------------------------------------------- | ----------------------------------------------------------------------------------------- |
| シカゴ・ブルズ |       |       |      |                                                                             |                                                                                           |
| 1966-67        | 33    | 48    | .407 | ディビジョン準決勝敗退                                                      | セントルイス 3, ブルズ 0                                                                  |
| 1967-68        | 29    | 53    | .354 | ディビジョン準決勝敗退                                                      | レイカーズ 4, ブルズ 1                                                                    |
| 1968-69        | 33    | 49    | .402 |                                                                             |                                                                                           |
| 1969-70        | 39    | 43    | .476 | ディビジョン準決勝敗退                                                      | ホークス 4, ブルズ 0                                                                      |
| 1970-71        | 51    | 31    | .622 | カンファレンス準決勝敗退                                                    | レイカーズ 4, ブルズ 3                                                                    |
| 1971-72        | 57    | 25    | .695 | カンファレンス準決勝敗退                                                    | レイカーズ 4, ブルズ 0                                                                    |
| 1972-73        | 51    | 31    | .622 | カンファレンス準決勝敗退                                                    | レイカーズ 4, ブルズ 3                                                                    |
| 1973-74        | 54    | 28    | .659 | カンファレンス準決勝勝利 カンファレンス決勝敗退                             | ブルズ 4, ピストンズ 3 バックス 4, ブルズ 0                                               |
| 1974-75        | 47    | 35    | .573 | カンファレンス準決勝勝利 カンファレンス決勝敗退                             | ブルズ 4, カンザスシティ・オマハ 2 ウォリアーズ 4, ブルズ 3                               |
| 1975-76        | 24    | 58    | .293 |                                                                             |                                                                                           |
| 1976-77        | 44    | 38    | .537 | 1回戦敗退                                                                   | ブレイザーズ 2, ブルズ 1                                                                  |
| 1977-78        | 40    | 42    | .488 |                                                                             |                                                                                           |
| 1978-79        | 31    | 51    | .378 |                                                                             |                                                                                           |
| 1979-80        | 30    | 52    | .366 |                                                                             |                                                                                           |
| 1980-81        | 45    | 37    | .549 | 1回戦勝利 カンファレンス準決勝敗退                                          | ブルズ 2, ニックス 0 セルティックス 4, ブルズ 0                                           |
| 1981-82        | 34    | 48    | .415 |                                                                             |                                                                                           |
| 1982-83        | 28    | 54    | .341 |                                                                             |                                                                                           |
| 1983-84        | 27    | 55    | .329 |                                                                             |                                                                                           |
| 1984-85        | 38    | 44    | .463 | 1回戦敗退                                                                   | バックス 3, ブルズ 1                                                                      |
| 1985-86        | 30    | 52    | .366 | 1回戦敗退                                                                   | セルティックス 3, ブルズ 0                                                                |
| 1986-87        | 40    | 42    | .488 | 1回戦敗退                                                                   | セルティックス 3, ブルズ 0                                                                |
| 1987-88        | 50    | 32    | .610 | 1回戦勝利 カンファレンス準決勝敗退                                          | ブルズ 3, キャブス 2 ピストンズ 4, ブルズ 1                                               |
| 1988-89        | 47    | 35    | .573 | 1回戦勝利 カンファレンス準決勝勝利 カンファレンス決勝敗退                   | ブルズ 3, キャブス 2 ブルズ 4, ニックス 2 ピストンズ 4, ブルズ 2                          |
| 1989-90        | 55    | 27    | .671 | 1回戦勝利 カンファレンス準決勝勝利 カンファレンス決勝敗退                   | ブルズ 3, バックス 1 ブルズ 4, シクサーズ 1 ピストンズ 4, ブルズ 3                        |
| 1990-91        | 61    | 21    | .744 | 1回戦勝利 カンファレンス準決勝勝利 カンファレンス決勝勝利 NBAファイナル優勝 | ブルズ 3, ニックス 0 ブルズ 4, シクサーズ 1 ブルズ 4, ピストンズ 0 ブルズ 4, レイカーズ 1 |
| 1991-92        | 67    | 15    | .817 | 1回戦勝利 カンファレンス準決勝勝利 カンファレンス決勝勝利 NBAファイナル優勝 | ブルズ 3, ヒート 0 ブルズ 4, ニックス 3 ブルズ 4, キャブス 2 ブルズ 4, ブレイザーズ 2     |
| 1992-93        | 57    | 25    | .695 | 1回戦勝利 カンファレンス準決勝勝利 カンファレンス決勝勝利 NBAファイナル優勝 | ブルズ 3, ホークス 0 ブルズ 4, キャブス 0 ブルズ 4, ニックス 2 ブルズ 4, サンズ 2         |
| 1993-94        | 55    | 27    | .671 | 1回戦勝利 カンファレンス準決勝敗退                                          | ブルズ 3, キャブス 0 ニックス 4, ブルズ 3                                                 |
| 1994-95        | 47    | 35    | .573 | 1回戦勝利 カンファレンス準決勝敗退                                          | ブルズ 3, シャーロット 1 マジック 4, ブルズ 2                                             |
| 1995-96        | 72    | 10    | .878 | 1回戦勝利 カンファレンス準決勝勝利 カンファレンス決勝勝利 NBAファイナル優勝 | ブルズ 3, ヒート 0 ブルズ 4, ニックス 1 ブルズ 4, マジック 0 ブルズ 4, ソニックス 2       |
| 1996-97        | 69    | 13    | .841 | 1回戦勝利 カンファレンス準決勝勝利 カンファレンス決勝勝利 NBAファイナル優勝 | ブルズ 3, ウィザーズ 0 ブルズ 4, ホークス 1 ブルズ 4, ヒート 1 ブルズ 4, ジャズ 2         |
| 1997-98        | 62    | 20    | .756 | 1回戦勝利 カンファレンス準決勝勝利 カンファレンス決勝勝利 NBAファイナル優勝 | ブルズ 3, ネッツ 0 ブルズ 4, シャーロット 1 ブルズ 4, ペイサーズ 3 ブルズ 4, ジャズ 2     |
| 1998-99        | 13    | 37    | .260 |                                                                             |                                                                                           |
| 1999-2000      | 17    | 65    | .207 |                                                                             |                                                                                           |
| 2000-01        | 15    | 67    | .183 |                                                                             |                                                                                           |
| 2001-02        | 21    | 61    | .256 |                                                                             |                                                                                           |
| 2002-03        | 30    | 52    | .366 |                                                                             |                                                                                           |
| 2003-04        | 23    | 59    | .280 |                                                                             |                                                                                           |
| 2004-05        | 47    | 35    | .573 | 1回戦敗退                                                                   | ウィザーズ 4, ブルズ 2                                                                    |
| 2005-06        | 41    | 41    | .500 | 1回戦敗退                                                                   | ヒート 4, ブルズ 2                                                                        |
| 2006-07        | 49    | 33    | .610 | 1回戦勝利 カンファレンス準決勝敗退                                          | ブルズ 4, ヒート 0 ピストンズ 4, ブルズ 2                                                 |
| 2007-08        | 33    | 49    | .402 |                                                                             |                                                                                           |
| 2008-09        | 41    | 41    | .500 | 1回戦敗退                                                                   | セルティックス 4, ブルズ 3                                                                |
| 2009-10        | 41    | 41    | .500 | 1回戦敗退                                                                   | キャブス 4, ブルズ 1                                                                      |
| 2010-11        | 62    | 20    | .756 | 1回戦勝利 カンファレンス準決勝勝利 カンファレンス決勝敗退                   | ブルズ 4, ペイサーズ 1 ブルズ4, ホークス 2 ヒート 4, ブルズ 1                             |
| 2011-12        | 50    | 16    | .758 | 1回戦敗退                                                                   | シクサーズ 4, ブルズ 2                                                                    |
| 2012-13        | 45    | 37    | .549 | 1回戦勝利 カンファレンス準決勝敗退                                          | ブルズ 4, ネッツ 3 ヒート 4, ブルズ 1                                                     |
| 2013-14        | 48    | 34    | .585 | 1回戦敗退                                                                   | ウィザーズ 4, ブルズ 1                                                                    |
| 2014-15        | 50    | 32    | .610 | 1回戦勝利 カンファレンス準決勝敗退                                          | ブルズ 4, バックス2 キャバリアーズ 4, ブルズ 2                                            |
| 2015–16        | 42    | 40    | .512 |                                                                             |                                                                                           |
| 2016–17        | 41    | 41    | .500 | 1回戦敗退                                                                   | セルティックス 4, ブルズ 2                                                                |
| 2017–18        | 27    | 55    | .329 |                                                                             |                                                                                           |
| 2018–19        | 22    | 60    | .268 |                                                                             |                                                                                           |
| 2019–20        | 22    | 43    | .338 |                                                                             |                                                                                           |
| 2020–21        | 31    | 41    | .431 |                                                                             |                                                                                           |
| 2021–22        | 46    | 36    | .561 | 1回戦敗退                                                                   | バックス 4, ブルズ 1                                                                      |
| 2022–23        | 40    | 42    | .488 |                                                                             |                                                                                           |
| 2023–24        | 39    | 43    | .476 |                                                                             |                                                                                           |
| 通算勝敗       | 2,383 | 2,297 | .509 |                                                                             |                                                                                           |
| プレイオフ     | 187   | 162   | .536 | 優勝6回                                                                     |                                                                                           |

## 主な選手

### 年代別主要選手
太文字…殿堂入り選手 (C)…優勝時に在籍した選手 (M)…在籍時にMVPを獲得した選手 (50)…偉大な50人 (75)…偉大な75人
| 1960年代 (プレイオフ進出：2回) - ボブ・ブーザー (Bob Boozer) ：1966-1969 - ジェリー・スローン (Jerry Sloan) ：1966-1976 - クレム・ハスキンズ (Clem Haskins) ：1967-1970 - ボブ・ラブ (Bob Love) ：1968-1976、1977 - トム・ボイアーウィンクル (Tom Boerwinkle) ：1968-1971 - チェット・ウォーカー (Chet Walker) ：1969-1975 1970年代 (プレイオフ進出：7回) - ノーム・ヴァン・ライアー (Norm Van Lier) ：1971-1978 - ミッキー・ジョンソン (Mickey Johnson) ：1974-19979 - ネイト・サーモンド (Nate Thurmond) ：1974-1975 (50)(75) - アーティス・ギルモア (Artis Gilmore) ：1976−1982 - デイブ・グリーンウッド (Dave Greenwood) ：1979-1985 1980年代 (プレイオフ進出：6回) - オーランド・ウーリッジ (Orlando Woolridge)：1981-1986 - クインティン・デイリー (Quintin Dailey)：1982-1986 - マイケル・ジョーダン (Michael Jordan) ：1984-1993、1995-1998 (C)(M)(50)(75) - ジョージ・ガービン (George Gervin) ：1985-1986 - チャールズ・オークリー(Charles Oakley) ：1985-1988、2001-2002 - ジョン・パクソン (John Paxson) ：1985-1994 (C) - ホーレス・グラント (Horace Grant) ：1987-1994 (C) - スコッティ・ピッペン (Scottie Pippen) ：1987-1998 . 2003-2004 (com) (50) (75) - ビル・カートライト (Bill Cartwright) ：1988-1994 (C) - クレイグ・ホッジス (Craig Hodges) ：1988-1992 (C) - ウィル・パデュー (Will Perdue) : 1988-1995 (C)、1999-2000 - B・J・アームストロング (B.J. Armstrong) ：1989-1995 (C)、1999-2000 | 1990年代 (プレイオフ進出：9回 ファイナル進出：6回 優勝：6回) - スティーブ・カー (Steve Kerr) ：1993-1998 (C) - トニー・クーコッチ (Toni Kukoč) ：1993-2000 (C) - ロン・ハーパー (Ron Harper) ：1994-1999 (C) - ルーク・ロングリー (Luc Longley) ：1994-1998 (C) - ロバート・パリッシュ (Robert Parish) ：1996-1997 (C)(50)(75) - デニス・ロッドマン (Dennis Rodman) ：1995-1998 (C)(75) - ロン・アーテスト (Ron Artest) ：1999-2002 - エルトン・ブランド (Elton Brand) ：1999-2001 2000年代 (プレイオフ進出：3回) - ジャマール・クロフォード (Jamal Crawford) ：2000-2004 - マーカス・ファイザー (Marcus Fizer) ：2000-2004 - タイソン・チャンドラー (Tyson Chandler) ：2001-2006 - エディ・カリー (Eddy Curry) ：2001-2005 - ジェイレン・ローズ (Jalen Rose) ：2002-2004 - ジェイ・ウィリアムス (Jay Williams) ：2002-2004 - カーク・ハインリック (Kirk Hinrich) ：2003-2010、2012-2016 - ベン・ゴードン (Ben Gordon) ：2004-2009 - ルオル・デン (Luol Deng) ：2004-2014 - アンドレス・ノシオーニ (Andrés Nocioni) ：2004-2009 - マイケル・スウィートニー (Michael Sweetney) ：2005-2007 - ベン・ウォーレス (Ben Wallace) ：2006-2008 - ジョアキム・ノア (Joakim Noah) : 2007-2016 - デリック・ローズ (Derrick Rose) : 2008-2016 - タージ・ギブソン (Taj Gibson) : 2009-2017 2010年代 (プレーオフ進出 : 7回) - カルロス・ブーザー (Carlos Boozer) : 2010-2014 - カイル・コーバー (Kyle Korver) : 2010-2012 - ジミー・バトラー (Jimmy Butler) : 2011-2017 - マルコ・ベリネッリ (Marco Belinelli) : 2012-2013 - ネイト・ロビンソン (Nate Robinson) : 2012-2013 - マイク・ダンリービー・ジュニア (Mike Dunleavy Jr.) : 2013-2016 - パウ・ガソル (Pau Gasol) : 2014-2016 - ダグ・マクダーモット (Doug McDermott) : 2014-2017 - ニコラ・ミロティッチ (Nikola Mirotić) : 2014-2018 - ボビー・ポーティス (Bobby Portis) : 2015-2019 - クリスティアーノ・フェリシオ (Cristiano Felício) : 2015-2021 - ロビン・ロペス (Robin Lopez)：2016-2019 - ラジョン・ロンド (Rajon Rondo)：2016-2017 - ドウェイン・ウェイド (Dwayne Wade)：2016-2017 (75) - ザック・ラビーン (Zach LaVine)：2017-2025 - ラウリ・マルカネン (Lauri Markkanen)：2017-2021 - コービー・ホワイト (Coby White)：2019- 2020年代 (プレイオフ進出：1回) - パトリック・ウィリアムズ (Patrick Williams)：2020- - ニコラ・ブーチェビッチ (Nikola Vučević)：2021- - アヨ・ドスンム (Ayo Dosunmu)：2021- - ロンゾ・ボール (Lonzo Ball)：2021- - アレックス・カルーソ (Alex Caruso)：2021-2024 - デマー・デローザン (DeMar DeRozan)：2021-2024 - マタス・ブゼリス (Matas Buzelis)：2024- - ジョシュ・ギディー (Josh Giddey)：2024- |

## 栄誉

### 永久欠番
| シカゴ・ブルズ永久欠番 |                      |                                                    |                                                                  |                |
| No.                    | 選手                 | ポジション/役職                                    | 在籍期間                                                         | 式典日         |
| 4                      | ジェリー・スローン   | G/F                                                | 1966–1976                                                        | 1978年2月17日  |
| 10                     | ボブ・ラブ           | F                                                  | 1968–1976                                                        | 1994年1月14日  |
| 23                     | マイケル・ジョーダン | SG                                                 | 1984–1993 1995–1998                                              | 1994年11月1日  |
| 33                     | スコッティ・ピッペン | SF                                                 | 1987–1998 2003–2004                                              | 2005年12月9日  |
| —                      | フィル・ジャクソン   | アシスタントコーチ ヘッドコーチ                    | 1987–1989 (AC) 1989–1998 (HC)                                    | 1999年5月5日   |
| —                      | ジョニー・カー       | ヘッドコーチ ビジネスマネージャー 専属アナウンサー | 1966–1968 (HC) 1973–1975 (マネージャー) 1977–2009 (アナウンサー) | 2009年2月10日  |
| —                      | ジェリー・クラウス   | ゼネラルマネージャー                               | 1985–2003                                                        | 2003年10月31日 |

- 2022年8月11日に、NBAはビル・ラッセルの背番号「6」を全チームの永久欠番とした[7][8]
- デリック・ローズの背番号「1」の永久欠番セレモニーは、2025-26シーズンに行われる予定[9]

### 殿堂入り
| シカゴ・ブルズ殿堂入り   | シカゴ・ブルズ殿堂入り   | シカゴ・ブルズ殿堂入り          | シカゴ・ブルズ殿堂入り | シカゴ・ブルズ殿堂入り |
| 選手                     | 選手                     | 選手                            | 選手                   | 選手                   |
| No.                      | 名前                     | ポジション                      | 在籍期間               | 殿堂入り年             |
| ------------------------ | ------------------------ | ------------------------------- | ---------------------- | ---------------------- |
| 42                       | ネイト・サーモンド       | C                               | 1974–1976              | 1985                   |
| 8                        | ジョージ・ガービン       | G/F                             | 1985–1986              | 1996                   |
| 00                       | ロバート・パリッシュ     | C                               | 1996–1997              | 2003                   |
| 12 23 45                 | マイケル・ジョーダン 1   | G                               | 1984–1993 1995–1998    | 2009                   |
| 33                       | スコッティ・ピッペン 2   | F                               | 1987–1998 2003–2004    | 2010                   |
| 53                       | アーティス・ギルモア     | C                               | 1976–1982 1987         | 2011                   |
| 91                       | デニス・ロッドマン       | F                               | 1995–1998              | 2011                   |
| 25                       | チェット・ウォーカー     | F                               | 1969–1975              | 2012                   |
| 5                        | ガイ・ロジャース         | G                               | 1966–1967              | 2014                   |
| 7                        | トニー・クーコッチ       | F                               | 1993–2000              | 2021                   |
| 3                        | ベン・ウォーレス         | F/C                             | 2006–2008              | 2021                   |
| 16                       | パウ・ガソル             | F/C                             | 2014–2016              | 2023                   |
| 3                        | ドウェイン・ウェイド     | G                               | 2016–2017              | 2023                   |
| コーチ                   |                          |                                 |                        |                        |
| 名前                     | 名前                     | ポジション                      | 在籍期間               | 殿堂入り年             |
| フィル・ジャクソン       | フィル・ジャクソン       | アシスタントコーチ ヘッドコーチ | 1987–1989 1989–1998    | 2007                   |
| 4                        | ジェリー・スローン       | アシスタントコーチ ヘッドコーチ | 1977–1978 1979–1982    | 2009                   |
| テックス・ウィンター     | テックス・ウィンター     | アシスタントコーチ              | 1985–1999              | 2011                   |
| ラリー・コステロ         | ラリー・コステロ         | ヘッドコーチ                    | 1978–1979              | 2022                   |
| デル・ハリス             | デル・ハリス             | アシスタントコーチ              | 2008–2009              | 2022                   |
| ダグ・コリンズ           | ダグ・コリンズ           | ヘッドコーチ                    | 1986–1989              | 2024                   |
| 貢献者                   |                          |                                 |                        |                        |
| 名前                     | 名前                     | ポジション                      | 在籍期間               | 殿堂入り年             |
| ジェリー・コランジェロ   | ジェリー・コランジェロ   | 幹部                            | 1966–1968              | 2004                   |
| ジェリー・ラインズドルフ | ジェリー・ラインズドルフ | オーナー                        | 1985–                  | 2016                   |
| ジェリー・クラウス       | ジェリー・クラウス       | ゼネラルマネージャー            | 1985–2003              | 2017                   |
| ロッド・ソーン           | ロッド・ソーン           | ゼネラルマネージャー            | 1978–1985              | 2018                   |

注釈
- 1 ジョーダンはバルセロナ五輪代表チームとしても殿堂入りを果たしている
- 2 ピッペンはバルセロナ五輪代表チームとしても殿堂入りを果たしている

### FIBA殿堂入り
| シカゴ・ブルズFIBA殿堂入り | シカゴ・ブルズFIBA殿堂入り | シカゴ・ブルズFIBA殿堂入り | シカゴ・ブルズFIBA殿堂入り | シカゴ・ブルズFIBA殿堂入り             |
| 選手                       | 選手                       | 選手                       | 選手                       | 選手                                   |
| No.                        | 名前                       | ポジション                 | 在籍期間                   | 殿堂入り年                             |
| -------------------------- | -------------------------- | -------------------------- | -------------------------- | -------------------------------------- |
| 12 23 45                   | マイケル・ジョーダン       | G                          | 1984–1993 1995–1998        | 2015                                   |
| 33                         | スコッティ・ピッペン       | F                          | 1987–1998 2003–2004        | 2017（ドリームチームのメンバーとして） |
| 7                          | トニー・クーコッチ         | F                          | 1993–2000                  | 2017                                   |

## チーム記録
シカゴ・ブルズのチーム記録

## 脚註
1. ↑  “NBA Unveils Logo for NBA All-Star 2020 in Chicago”. NBA Media Ventures, LLC. (2019年2月17日).  オリジナルの2019年2月19日時点におけるアーカイブ。 2019年2月18日閲覧. "The Chicago Bulls’ signature font and team colors – red and black – are also incorporated into the logo scheme."
2. ↑  “Chicago Bulls Reproduction and Usage Guideline Sheet”.   NBA Properties, Inc.. 2017年12月22日時点のオリジナルよりアーカイブ。2017年12月22日閲覧。
3. ↑  “Zenni Optical Become First Every Jersey Patch Partner”. Bulls.com (Press release). NBA Media Ventures, LLC. 16 October 2018. 2018年10月17日時点のオリジナルよりアーカイブ. 2018年10月16日閲覧.
4. ↑  “「グラントがいた時代のほうが良いチームだった」黄金期のブルズと対戦したバークレーがそう語る理由”.   THE DIGEST (2021年1月13日). 2021年1月14日閲覧。
5. ↑  “Derrick Rose out indefinitely”. ESPN.com (2013年11月23日). 2013年11月23日閲覧。
6. ↑  K.C. Johnson, "Bulls' Rose is likely out for season," Chicago Tribune, November 25, 2013.
7. ↑  “Bill Russell's No. 6 jersey to be retired throughout NBA”. NBA.com (2022年8月11日). 2022年8月17日時点のオリジナルよりアーカイブ。2022年8月24日閲覧。
8. ↑  Golliver, Ben (2022年8月11日). “NBA permanently retires Bill Russell's No. 6”. Washington Post.  オリジナルの2022年11月7日時点におけるアーカイブ。 2022年8月24日閲覧。
9. ↑  The youngest NBA MVP in history will have his jersey retired by Chicago during the 2025-26 season.